# 変質性炎症
変質性炎症（へんしつせいえんしょう）は急性炎症の時に見られる炎症であり、炎症の起点となる組織障害である。実質臓器に多いため、実質性炎症とも言われている。
炎症の変性、壊死などの組織損傷が強く、炎症細胞はほとんどない。
劇症型肝炎、クロイツフェルト・ヤコブ病、四塩化炭素による肝細胞の変性・壊死、ジフテリアの毒素による心筋炎、アメーバ赤痢による腸粘膜の変性、糸球体腎炎による尿細管上皮の変性で見られる。